# Egyptian Exchange
Egyptens börs (engelska: Egyptian Exchange), EGX, tidigare Cairo & Alexandria Stock Exchange (CASE), består av två börser, i Kairo och Alexandria, båda statsägda. The Alexandria Stock Exchange grundades 1883, medan den i Kairo grundades 1903.
Båda börserna var väldigt aktiva under 1940-talet, vilket gjorde att den Egyptiska börsen rankades som nummer fem i världen. Den centrala planeringen och socialistiska politiken under mitten på 1950-talet medförde att börsen blev "sovande" mellan 1961 och 1992.
På 1990-talet började den egyptiska regeringen att rekonstruera börsen och olika typer av ekonomiska reformer genomfördes, vilket medförde att Cairo & Alexandria Stock Exchange skapades i januari 1997.